# Ostergruß

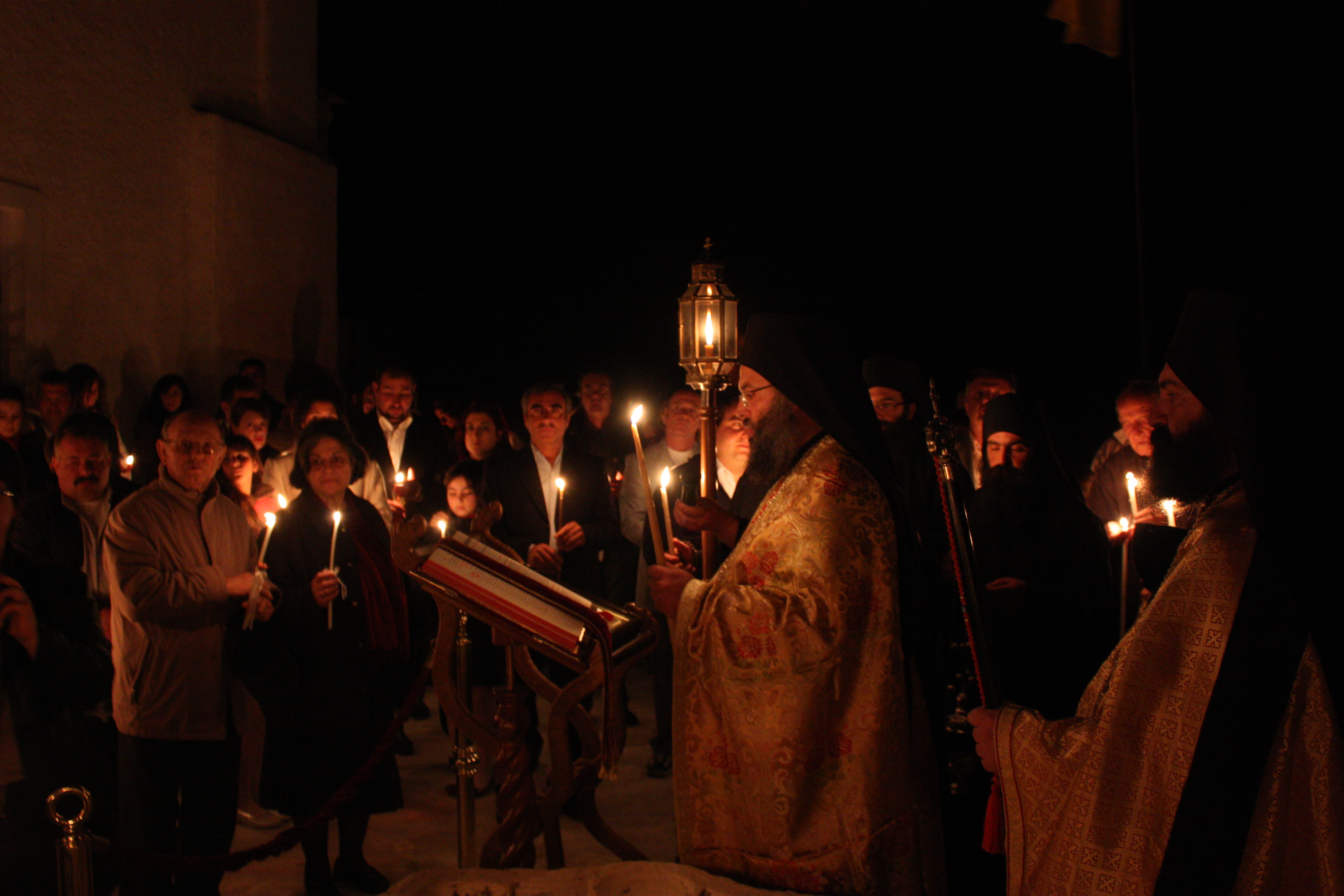
Griechisch-orthodoxe Osternacht auf der Insel Santorin

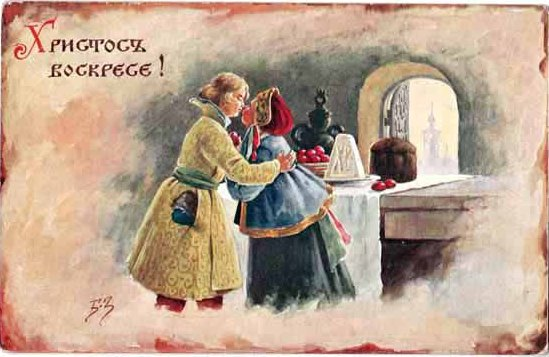
Postkarte mit dem Motiv Ostergruß und Kuss, Russland vor 1917

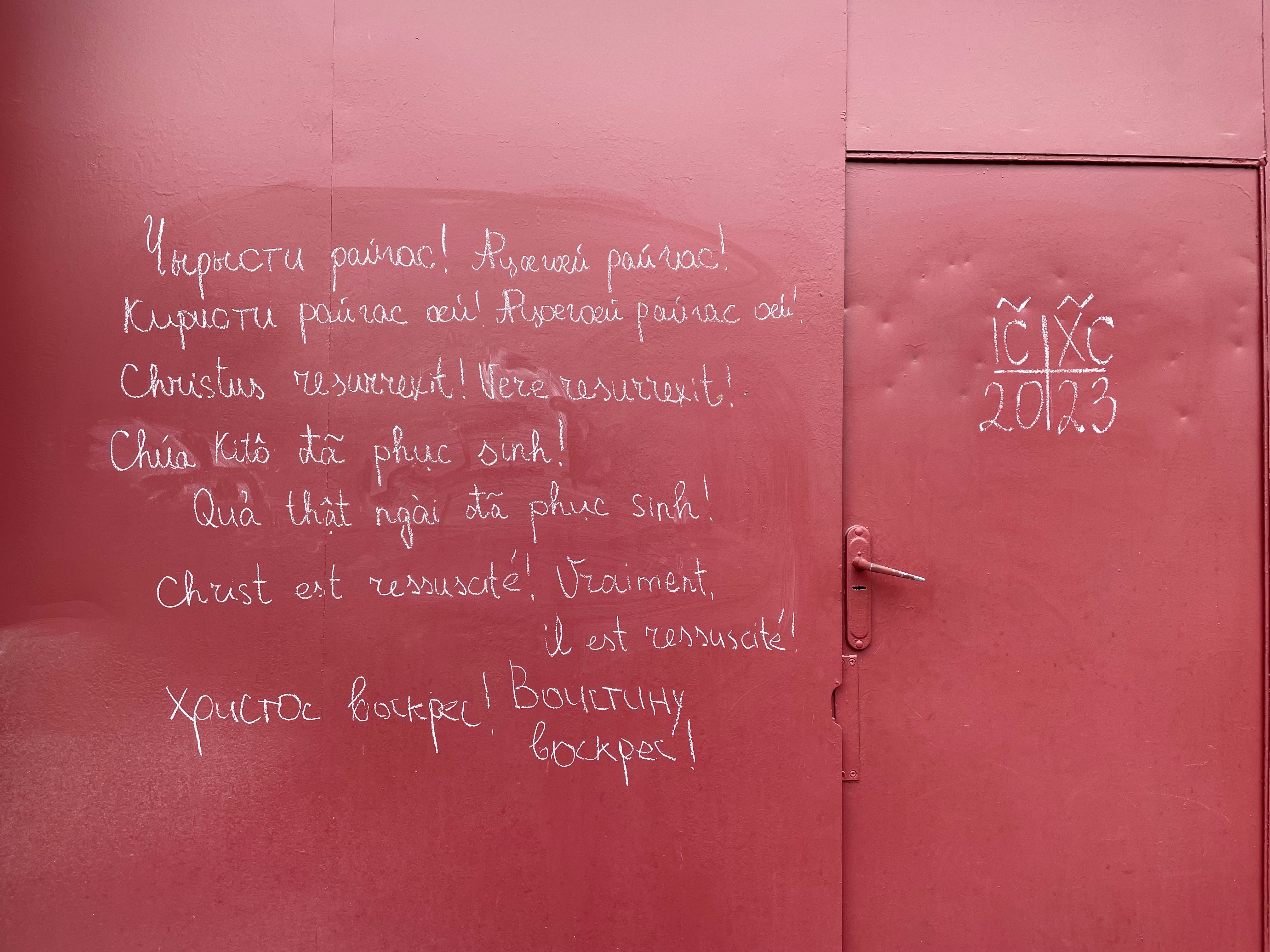
Die Inschrift «Christus ist auferstanden» ist in verschiedenen Sprachen (von oben nach unten) enthalten: Ossetisch (Ironisch und Digorisch), Latein, Vietnamesisch, Französisch und Russisch. Wladikawkaz, Nordossetien, Russland.

Der Ostergruß ist ein österlicher Brauch vor allem in orthodox geprägten Ländern. Christen grüßen einander in der Osterzeit mit den Worten „Christus ist auferstanden!“ Die Antwort lautet: „Er ist wahrhaftig auferstanden!“
In der Liturgie der Ostergottesdienste ist dieser Gruß auch in der römisch-katholischen Kirche, der altkatholischen Kirche, den anglikanischen Kirchen, der Vereinigten Evangelisch-Lutherischen Kirche Deutschlands und weiteren protestantischen Kirchen bekannt.

## Orthodoxe Kirchen
Der orthodoxe Ostergruß erklingt erstmals in der Nacht von Karsamstag auf Ostersonntag an einem Höhepunkt des Gottesdienstes. Um Mitternacht ziehen Priester, Chor und Gemeinde mit Kerzen, Kreuz, Auferstehungsikone und Kirchenfahnen um die Kirche. Priester und Chor singen vor der wieder verschlossenen Kirchentür dreimal das österliche Troparion: „Christus ist auferstanden von den Toten, hat durch den Tod vernichtet den Tod und denen in den Gräbern das Leben gebracht.“ Daraufhin wechseln Priester und Gemeinde dreimal den Ostergruß; die Kirchentür öffnet sich, und die Prozession zieht zum Frühgottesdienst (Orthros) in die Kirche ein. Im weiteren Verlauf des Gottesdienstes werden Ostertroparion und Ostergruß, verbunden mit dem Friedenskuss, oftmals wiederholt.
In einigen Ländern ist es üblich, den Austausch des Ostergrußes auch außerhalb des Gottesdienstes mit dem Friedenskuss zu verbinden. Kirchenslawisch lautet der Gruß Christos voskrese! – Voistinu voskrese! Davon wurde das russische Verb (по)христостоваться (po)christostovat'sja gebildet, womit das dreimalige Küssen als begleitende Gebärde bezeichnet wird.
Der Ostergruß lautet in verschiedenen Landessprachen so:
| Sprache               | Christus ist auferstanden!   |                                 | Er ist wahrhaftig auferstanden!  |                                 |
| --------------------- | ---------------------------- | ------------------------------- | -------------------------------- | ------------------------------- |
| Griechisch            | Χριστὸς ἀνέστη!              | Christòs anésti!                | Ἀληθῶς ἀνέστη!                   | Alithõs anésti!                 |
| Kirchenslawisch       | Хрїсто́съ воскре́се!           | Christos voskrese!              | Вои́стинꙋ воскре́се!               | Voistinu voskrese!              |
| Russisch              | Христос воскрес!             | Christos voskres!               | Воистину воскрес!                | Voistinu voskres!               |
| Belarussisch          | Хрыстос уваскрос!            | Chrystos uvaskros!              | Сапраўды ўваскрос!               | Sapraŭdy ŭvaskros!              |
| Ukrainisch            | Христос воскрес!             | Christos voskres!               | Воістину воскрес!                | Voistinu voskres!               |
| Serbisch              | Христос васкрсе!             | Christos vaskrse!               | Ваистину васкрсе!                | Vaistinu vaskrse!               |
| Rumänisch             | Hristos a înviat!            |                                 | Adevărat a înviat!               |                                 |
| Bulgarisch            | Христос воскресе!            | Christos voskrese!              | Воистина воскресе!               | Voistina voskrese!              |
| Polnisch              | Chrystus zmartwychwstał!     |                                 | Prawdziwie zmartwychwstał!       |                                 |
| Finnisch              | Kristus nousi kuolleista!    |                                 | Totisesti nousi!                 |                                 |
| Georgisch             | ქრისტე აღსდგა                | Krist’e ağsdga!                 | ჭეშმარიტად აღსდგა!               | Č’ešmarit’ad ağsdga!            |
| Tschechisch           | Kristus je vzkříšen!         |                                 | Vskutku je vzkříšen!             |                                 |
| Slowakisch            | Kristus vstal z mŕtvych!     |                                 | Naozaj vstal z mŕtvych!          |                                 |
| Syrisch               | ! ܡܫܝܚܐ ܩܡ                   | Mešiḥa qām!                     | ! ܫܪܝܪܐܝܬ ܩܡ                     | Šarīrāīth qām!                  |
| Arabisch              | الْمَسِيحُ قَامَ                   | Al-masīḥ qām!                   | حَقًّا قَامَ                          | Ḥaqqan qām!                     |
| Aramäisch (modern)    | !ܡܫܝܚܐ ܩܡܠܗ                  | Mšikha qimle!                   | !ܒܗܩܘܬܐ ܩܡܠܗ                     | Bhāquta qimle!                  |
| Koptisch (Bohairisch) | ⲠⲓⲬⲣⲓⲥⲧⲟⲥ ⲁϥⲧⲱⲛϥ!            | Pikhristos aftōnf!              | Ϧⲉⲛ ⲟⲩⲙⲉⲑⲙⲏⲓ ⲁϥⲧⲱⲛϥ!             | Ḫen oumethmēi aftōnf!           |
| Armenisch             | Քրիստոս հարյա՜վ ի մեռելոց:   | K’ristos haryav imeṙeloc'!      | Օրհնյա՜լ է Հարությունը Քրիստոսի: | Orhnyal ē harut'yunn K'ristosi! |
| Äthiopisch (Geez)     | ክርስቶስ ፡ ተንሥአ ፡ እሙታን          | Krəstos tänśʾä ʾəmmutan!        | በአማን ፡ ተንሥአ ፡ እሙታን               | Bäʾaman tänśəʾa ʾəmmutan!       |
| Koreanisch            | 그리스도께서 부활하셨습니다. | kɯɾisɯdo̞k͈e̞sʰʌ̹ puɦwaɾɦa̠ʃʌ̹sɯmnida̠ | 참으로 부활하셨습니다.           | t͡ɕʰa̠miɾo̞ puɦwaɾɦa̠ʃʌ̹sɯmnida̠      |
| Niederländisch        | Christus is opgestaan!       |                                 | Hij is waarlijk opgestaan!       |                                 |
| Englisch              | Christ is risen!             |                                 | He is risen indeed!              |                                 |

## Church of England
Die Easter acclamation erklingt in der österlichen Lichtfeier erstmals nach dem Exsultet bzw. vor dem Gloria in excelsis, und dann im Verlauf des Gottesdienstes nach Belieben mehrmals wiederholt an allen geeigneten Stellen. Die Freude der Auferstehung soll sich dabei laut äußern, zum Beispiel mit Trompeten, Zimbeln, Glockengeläut.
Common Worship enthält einen Gottesdienst im Morgengrauen des Ostersonntags, der im Freien stattfinden sollte: auf einem Hügel, an einem Fluss oder am Strand. Ein Feuer wird entzündet. Die Gemeinde wartet auf den Sonnenaufgang. Dann wird die Osterkerze entzündet und der Ostergruß ausgetauscht: Alleluia. Christ is risen. He is risen indeed. Alleluia. Jubelrufe, Feuerwerk, Ballons, Konfetti unterstreichen die freudige Stimmung. Daraufhin wird das Auferstehungsevangelium verlesen.

## Evangelische Kirchen (EKD)
Die Agende für die Vereinigte Evangelisch-Lutherischen Kirche in Deutschland sieht vor, dass in der Osternacht auf die Lesung des Evangeliums Liturgin oder Liturg und Gemeinde im Wechsel den Ostergruß anstimmen: „Der Herr ist auferstanden, Halleluja!“ – „Er ist wahrhaftig auferstanden, Halleluja!“ Darauf setzt die Orgel ein, und man singt „Christ ist erstanden“, während die Glocken läuten. Der Ostergruß kann auch durch Halleluja gerahmt sein und (mit oder ohne Halleluja) dreimal gesungen werden, jeweils einen Ganzton höher angestimmt.
Das Evangelische Gesangbuch enthält den Osterruf der orthodoxen Kirche als Kanon (EG 118).

## Römisch-katholische Kirche
Als Eröffnungsvers der Eucharistiefeier am Ostersonntag kann optional der Ostergruß vom Liturgen gesprochen werden: „Der Herr ist auferstanden, er ist wahrhaft auferstanden. Halleluja. Sein ist die Macht und die Herrlichkeit in Ewigkeit. Halleluja.“ Darauf folgt das Ehre sei Gott und das Tagesgebet.